# Poppy Field
Poppy Field (engl. für „Mohnfeld“) ist ein Filmdrama von Eugen Jebeleanu, das im November 2020 beim Tallinn Black Nights Film Festival seine Premiere feierte und zwei Jahre später in die deutschen Kinos kam. Im Film gerät ein rumänischer Polizist unter Druck, als sein ehemaliger Liebhaber während eines Einsatzes droht, ihn vor seinen Kollegen zu outen.

## Handlung
Cristi ist Polizist und arbeitet für die rumänische Gendarmerie. Eines Tages ist der vor seinen Kollegen nicht geoutete Cristi an einem Einsatz in einem Kino beteiligt, wo religiöse Fanatiker die Vorführung eines LGTB-Films stören. Als er hier von einem ehemaligen Liebhaber erkannt wird, droht dieser den Umstehenden zu erzählen, dass auch Cristi schwul ist.

## Produktion

### Filmstab und Hintergrund
Es handelt sich bei Poppy Field um das Spielfilmregiedebüt von Eugen Jebeleanu. Das Drehbuch für Poppy Field schrieb Ioana Moraru. Die im Film gestörte Filmvorführung nimmt Bezug auf das umstrittene LGBT-Drama Soldiers (Originaltitel Soldatii. Poveste din Ferentari) von Ivana Mladenovic, das in den rumänischen Kinos gezeigt wurde. In diesem Film bietet der Hetero Adi dem Roma-Ex-Sträfling namens Alberto anfänglich ohne Hintergedanken seine Hilfe an, der Armut zu entkommen, doch dann entwickelt sich zwischen beiden eine Romanze. Auch dieser Film war bei Vorführungen in Rumänien von Demonstranten unterbrochen worden, wie auch einige Tage zuvor Vorstellungen des französischen Films 120 BPM. Die Störer, die aus religiösen Motiven agierten, warfen den beiden LGBT-Filmen Verderbtheit vor. Jebeleanu verwendet damit auch die Prämisse, der sich Dan Chişus für seinen Film 5 Minute bediente, um die schwierige Situation für Homosexuelle in Rumänien aufzuzeigen.

Cristi ist schwul und arbeitet bei der rumänischen Polizei, der Jandarmeria, was für den Dominoeffekt verantwortlich ist

Die Arbeiten des rumänischen Theaterregisseurs Jebeleanu konzentrieren sich seit mehr als zehn Jahren auf Projekte, die politische und soziale Themen aufgreifen. Er will bei seiner Arbeit anonymen Menschen eine Stimme geben, die sich nicht an die vorherrschende Kultur halten und gegen Systeme rebellieren, die die Meinungsfreiheit einschränken. Jebeleanu, der als der einzige offen schwule Regisseur Rumäniens gilt, wollte, dass der Film das Rumänien von heute zeigt, konkret einen Protest in Bukarest im Jahr 2013, als konservative Gruppen die Vorführung eines LGBT-Films in einem Kino unterbrachen. Dieser anfängliche Kontext schuf die Voraussetzung, ein soziales Gefüge aufzubauen, das im Leben des schwulen Gendarm Cristi für einen Dominoeffekt verantwortlich ist. Wenn sein Protagonist versucht, sich an die heteronormativen Erfordernisse seiner Umgebung anzupassen, verkörpere dieser den Konflikt und die Verwundbarkeit vieler LGBTQ+-Personen in Rumänien und anderswo: „Mit anderen Worten: Der soziale Rahmen der Geschichte löst den inneren Konflikt des Protagonisten aus, der versuchen muss, wieder in Balance zu finden“, so der Regisseur.

### Besetzung und Dreharbeiten
Conrad Mericoffer spielt in der Hauptrolle den schwulen, jedoch nicht geouteten Polizisten Cristi, Radouan Leflahi seinen Partner Hadi und Cendana Trifan Cristis Schwester Catalina, die sich sehr für das Privat- und Liebesleben ihres Bruders interessiert. Alexandru Potocean, Rolando Matsangos, Alex Călin, Ionuţ Niculae und George Piștereanu sind in den Rollen von Cristis Kollegen bei der Jandarmeria zu sehen.
Die Aufnahmen entstanden an 16 Drehtagen im Februar und März 2019. Als Kameramann fungierte Marius Panduru, einer der meistbeschäftigten rumänischen Kameraleute der letzten Jahre, der zuletzt mit Radu Jude an Mir ist es egal, wenn wir als Barbaren in die Geschichte eingehen und Uppercase Print arbeitete. Panduru drehte Poppy Field im 16-mm-Format.

### Veröffentlichung
Eine erste Vorstellung erfolgte am 15. November 2020 beim Tallinn Black Nights Film Festival. Ende November 2020 wird er beim Torino Film Festival vorgestellt und auch beim online stattfindenden Festival Internacional de Cine de Gijón gezeigt. Ende Juli 2021 wurde er beim Transilvania International Film Festival gezeigt. Im September 2021 wurde er beim Prague International Film Festival und Anfang Oktober 2021 beim Filmfest Hamburg vorgestellt. Im April 2022 wurde er beim Sarasota Film Festival gezeigt. Die Vertriebsrechte in Deutschland liegen bei Missing Films. Der Start erfolgte hier am 24. November 2022.

## Rezeption

### Kritiken
Von den bei Rotten Tomatoes aufgeführten zwölf Kritiken sind zehn positiv. Die durchschnittliche Wertung liegt bei 6,9/10.
Michael Meyns schreibt in seiner Funktion als Filmkorrespondent der Gilde deutscher Filmkunsttheater, viele Meisterwerke habe das rumänische Kino in den letzten 20 Jahren hervorgebracht, Filme von Cristian Mungiu, Cristi Puiu oder Radu Jude, die einen harschen Blick auf das Leben in dem postkommunistischen Land werfen, dass sich einerseits in Richtung demokratisches Europa entwickelt, andererseits aber oft noch wie in der Vergangenheit verwurzelt wirkt. In dieser Welt spiele auch Eugen Jebeleanus Poppy Field. Der Film sei deutlich als Debütfilm zu erkennen, und groß sei das Bemühen, Themen zu bearbeiten, so wie in diesem Fall die Homosexualität. Jebeleanu zeige in seinem Film eine Gesellschaft, geprägt von unterdrückten Emotionen, stelle dabei mehr Fragen, als das er antworten gibt, doch vor allem durch seine Thematik gelinge es Poppy Field einen neuen Aspekt im inzwischen breiten Feld des rumänischen Kinos zu entdecken und variiere darüber hinaus ähnliche moralische Fragen wie seine Vorbilder.

### Auszeichnungen
D’A Film Festival Barcelona 2021
- Auszeichnung mit dem Talents Award (Eugen Jebeleanu)[15]

Gijón International Film Festival 2020
- Auszeichnung als Bester Schauspieler (Conrad Mericoffer)[16]

Montclair Film Festival 2021
- Nominierung im The Future/Now Competition[17]

Premiilor Gopo 2022
- Nominierung als Bester Spielfilm
- Nominierung für die Beste Regie (Eugen Jebeleanu)
- Auszeichnung als Bester Debütfilm (Eugen Jebeleanu)
- Nominierung als Bester Hauptdarsteller (Conrad Mericoffer)
- Auszeichnung als Bester Nebendarsteller (Alexandru Potocean)
- Nominierung für das Beste Drehbuch (Ioana Moraru)
- Nominierung für die Beste Kamera (Marius Panduru)[18][19]

San Francisco International Film Festival 2021
- Nominierung als Best New Director (Eugen Jebeleanu)[20]

Tallinn Black Nights Film Festival 2020
- Nominierung als Bester Erstlingsfilm (Eugen Jebeleanu)[21]

Torino Film Festival 2020
- Nominierung im Hauptwettbewerb
- Auszeichnung als Bester Schauspieler (Conrad Mericoffer)[22][23]

Transilvania International Film Festival 2021
- Nominierung im Wettbewerb der Rumänischen Filmtage
- Nominierung für die Transilvania Trophy im Hauptwettbewerb
- Auszeichnung für die Beste Regie (Eugen Jebeleanu)
- Auszeichnung mit dem Publikumspreis (Eugen Jebeleanu)[24][9][25]